# Escut de Mieres
L'escut oficial de Mieres és un dels símbols municipals d'aquest municipi i és descrit mitjançant el següent blasonament:
Escut caironat partit: 1r. d'or; 2n. de gules; ressaltant sobre la partició 2 claus passades en sautor amb les dents a dalt i mirant cap enfora, de l'un en l'altre. Per timbre una corona mural de vila.

## Disseny
La composició de l'escut està formada sobre un fons en forma de quadrat recolzat sobre un dels seus vèrtexs, anomenat escut caironat, segons la configuració difosa a Catalunya i d'altres indrets de l'antiga Corona d'Aragó i adoptada per l'administració a les seves especificacions per al disseny oficial dels municipis dels ens locals. És un escut dividit en dues particions, la primera és de color groc (or), i la segona, de color vermell (gules). A sobre d'aquestes particions (ressaltant a sobre del tot) hi ha dues claus en forma d'aspa (passades en sautor), amb les dents cap a dalt i mirant cap enfora, i que té de color vermell la part que cau sobre la partició de color groc, i de color groc la part que està sobre la partició de color vermell (de l'un en l'altre).
L'escut està acompanyat a la part superior d'un timbre en forma de corona mural, que és l'adoptada pel Departament de Governació d'Administracions Locals de la Generalitat de Catalunya per timbrar genèricament els escuts dels municipis. En aquest cas, es tracta d'una corona mural de vila, que bàsicament és un llenç de muralla groc (or) amb portes i finestres de color negre (tancat de sable), amb vuit torres merletades, de les quals se'n veuen cinc.

## Història
L'Ajuntament va acordar en ple iniciar l'expedient d'adopció de l'escut el dia 21 de desembre de 1995. Després dels tràmits reglamentaris, l'escut es va aprovar el 24 de gener de 1996 i fou publicat al DOGC número 2.167 del 12 de febrer del mateix any.
Les claus són l'atribut de l'apòstol sant Pere, patró de la vila. Els esmalts, or i gules, són els de les armes reials de Catalunya, ja que Mieres va estar sota la jurisdicció de la Corona. Bàsicament es tracta d'una adaptació de l'antic escut a la normativa actual.
L'antic escut tenia el següent blasonament: escut truncat: 1r de gules, 2 claus passades en sautor amb les dents a dalt i mirant cap enfora, la d'or en banda per damunt de la d'argent en barra, ressaltant a sobre del tot, la tiara papal d'or; 2n d'or, 4 pals de gules. Una primera adaptació consistia a suprimir la tiara papal, que no pot estar present en cap escut perquè representa l'Estat sobirà de la Ciutat del Vaticà. Si es retira la tiara, l'escut té el mateix blasonament que l'escut de Rubí, aprovat anteriorment, per la qual cosa es va redissenyar el camper amb la partició groga i vermella (d'or i gules). Finalment, l'escut es va timbrar amb la corona que li correspon a Mieres, en ser-li concedit el títol de vila.